# La Jacetania
La Jacetania (A Chacetania en aragonés) es la comarca más noroccidental de Aragón, repartida entre las provincias de Huesca y Zaragoza, en España. La capital administrativa es Jaca (Chaca en aragonés).

## Municipios
La comarca engloba veinte municipios (ochenta entidades), dieciséis de la provincia de Huesca y cuatro de la de Zaragoza. Los municipios pertenecientes a la Jacetania son los de Aísa, Ansó, Aragüés del Puerto, Artieda, Bailo, Borau, Canal de Berdún, Canfranc, Castiello de Jaca, Fago, Jaca, Jasa, Mianos, Puente la Reina de Jaca, Salvatierra de Esca, Santa Cilia, Santa Cruz de la Serós, Sigüés, Valle de Hecho y Villanúa.

## Geografía
Limita con Francia (departamento de Pirineos Atlánticos) por el norte, con la comarca navarra de Roncal-Salazar (Valle de Roncal) por el oeste, y por el sur y el este con las comarcas aragonesas de las Cinco Villas, Hoya de Huesca y Alto Gállego.
En plenos Pirineos se articula por el río Aragón y sus afluentes. El Camino de Santiago, en su variante aragonesa, atraviesa la comarca en paralelo a este río.
Su máxima altura es el pico Collarada (2886 m), y cuenta con dos de las estaciones de esquí más antiguas de España:[cita requerida] Candanchú y Astún, en el valle del Aragón.
Tiene una superficie de 1857,9 km² y una población en 2018 de 17.623 habitantes. Su capital es la ciudad de Jaca, que acoge al 73% de la población comarcal.
Parte de su territorio está ocupado por el parque natural de los Valles Occidentales, el Paisaje protegido de las Fozes de Fago y Biniés, y el Paisaje protegido de San Juan de la Peña y Monte Oroel.

### Valles Occidentales

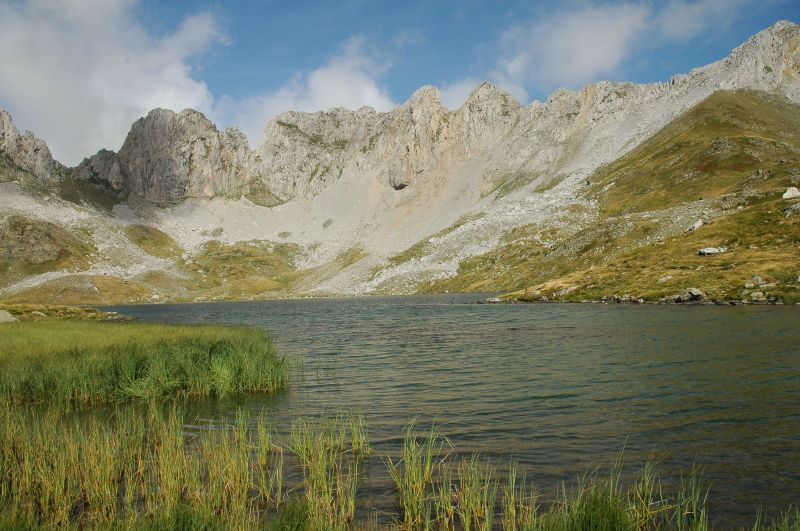
El ibón de Acherito.

Se localiza en el extremo más occidental del Pirineo aragonés, en la comarca de la Jacetania, provincia de Huesca. Abarca los municipios de Aísa, Ansó, Aragüés del Puerto, Borau, Jasa, Valle de Hecho y Canal de Berdún.
Cuenta con 27 073 ha y otras 7335 de zona periférica de protección. Su altitud oscila entre los 900 m s. n. m. en el fondo de valle y los 2670 m s. n. m. en la cima del Bisaurín.
Su situación condiciona de manera determinante su clima, de clara influencia atlántica. Por eso la vegetación es húmeda y fresca, con la proliferación de grandes extensiones de hayedos, abetales, bosques de pino negro y tejos.
Todavía resisten algunos ejemplares de oso y es territorio del quebrantahuesos, la nutria, el milano real y el aguilucho pálido.
El parque se creó el 27 de diciembre de 2006.
Es también LIC y ZEPA.

### Fozes de Fago y Biniés
Se localiza en la Jacetania, en la provincia de Huesca, entre los términos municipales de Ansó, Canal de Berdún y el Valle de Hecho.
Tiene una superficie de 1440 ha que se dividen entre la Foz de Fago formada por el barranco Tartiste (1158 ha) y la Foz de Biniés formada por el río Veral (1282 ha). Las altitudes en la Foz de Fago oscilan entre los 610 m s. n. m. en el río Veral hasta los 1267 en La Punta del Trueno, y en la Foz de Biniés oscilan entre los 675 m s. n. m. en el barranco de Fago y los 1239 en el cerro Velezcarra.
Fue declarado como tal el 13 de abril de 2010.
Es también LIC y ZEPA.

### San Juan de la Peña y Monte Oroel

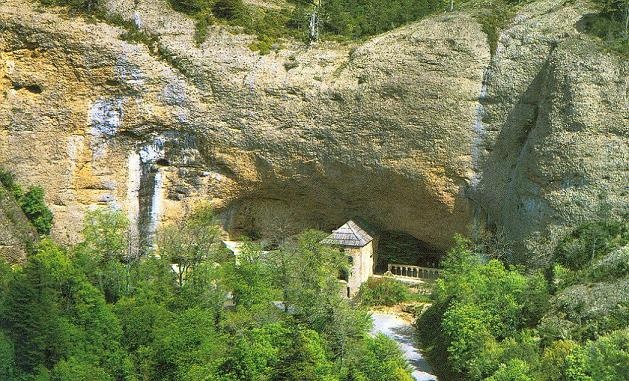
El monasterio de San Juan de la Peña.

Se localiza en la Jacetania, provincia de Huesca. Ocupa parte de los términos municipales de Bailo, Caldearenas, Jaca, Las Peñas de Riglos, Santa Cilia y Santa Cruz de la Serós. Los dos elementos que más destacan son aquellos a los que hace referencia su propio nombre: el monasterio de San Juan de la Peña y la peña Oroel.
Tiene una superficie de 9514 ha. La altitud en el paisaje protegido oscila entre 1000 y 1296 m s. n. m.
En 1920 el monasterio fue declarado Sitio Nacional, siendo uno de los primeros en obtener esta declaración en España. En Aragón se le define como paisaje protegido desde el 23 de enero de 2007.
Es también LIC y ZEPA.

## Historia
En esta comarca se gestó el primitivo Condado de Aragón, que en 1035, a la muerte de Sancho III "el Mayor" de Navarra, adquiere la categoría de reino con capital en Jaca y con Ramiro I como monarca.

### La comarca como institución
La ley de creación de la comarca es la 9/2002 del 3 de mayo de 2002. Se constituyó el 22 de junio de 2002. Las competencias le fueron traspasadas el 1 de enero de 2003.

## Política
| Cargo      | Nombre                           | Ayuntamiento                         | Partido político |  |
| ---------- | -------------------------------- | ------------------------------------ | ---------------- |  |
| Presidenta | María Montserrat Castán Arnal    | Alcaldesa de Ansó                    | PSOE             |  |
| Secretario | Jesús Esparza Irigoyen           | -                                    | -                |  |
| Vocal      | Andrés Esclarín Íñiguez          | Concejal de Canal de Berdún          | PSOE             |  |
| Vocal      | Daniel López Pérez               | Alcalde de Borau                     | PSOE             |  |
| Vocal      | María Teresa Casasnovas Rocha    | Concejala de Canfranc                | PSOE             |  |
| Vocal      | Enrique Santiago Sanz Cepas      | Concejal de Jaca                     | PSOE             |  |
| Vocal      | Joaquín Anacleto Giménez Araguás | Alcalde de Bailo                     | PSOE             |  |
| Vocal      | José Álvaro Salesa Puente        | Alcalde de Castiello de Jaca         | PSOE             |  |
| Vocal      | José Luis Galindo Gil            | Alcalde de Aísa                      | PSOE             |  |
| Vocal      | Luis Gutiérrez Larripa           | Alcalde de Valle de Hecho            | PSOE             |  |
| Vocal      | Luis Terrén Sanclemente          | Alcalde de Villanúa                  | PSOE             |  |
| Vocal      | Miguel Ángel Giménez Ascaso      | Concejal de Santa Cruz de la Serós   | PSOE             |  |
| Vocal      | Alberto Gil Fernández            | Concejal de Bailo                    | PP               |  |
| Vocal      | David Viscasillas Samitier       | Concejal de Canal de Berdún          | PP               |  |
| Vocal      | Emilia Santana Espejo            | Concejala de Villanúa                | PP               |  |
| Vocal      | María Carmen Pueyo Lafuente      | Concejala de Puente la Reina de Jaca | PP               |  |
| Vocal      | Ramón Gil Eito                   | Concejal de Aísa                     | PP               |  |
| Vocal      | Santiago Casbas Bailo            | Concejal de Jaca                     | PP               |  |
| Vocal      | Alberto Vinacua Aquilué          | Concejal de Santa Cruz de la Serós   | PAR              |  |
| Vocal      | María Salinas García             | Concejala de Sigüés                  | PAR              |  |
| Vocal      | Fran Aísa                        | Concejal de Jaca                     | PAR              |  |
| Vocal      | Milagrosa Ara Pérez              | Concejala de Salvatierra de Esca     | CHA              |  |
| Vocal      | José Hilario Iguácel Soteras     | Concejal de Artieda                  | CHA              |  |
| Vocal      | José María Bartolomé Toyas       | Concejal de Santa Cilia de Jaca      | CHA              |  |
| Vocal      | Raúl Ramón Iguácel               | Concejal de Artieda                  | Cambiar          |  |
| Vocal      | Domingo Arturo Poveda Pérez      | Concejal de Jaca                     | Aragón Sí Puede  |  |

| Elecciones 2015 |       |         |         |            |
| Partido         | Votos | % Votos | Electos | Consejeros |
| PSOE            | 3680  | 40,04%  | 64      | 11         |
| PP              | 2157  | 23,47%  | 22      | 6          |
| PAR             | 1051  | 11,44%  | 12      | 3          |
| CHA             | 1034  | 11,25%  | 15      | 3          |
| Cambiar         | 615   | 6,69%   | 2       | 1          |
| Aragón Sí Puede | 343   | 3,73%   | 1       | 1          |
| C's             | 300   | 3,26%   | 0       | 0          |
| CambPuy         | 10    | 0,11%   | 0       | 0          |
| Total           | 9190  | 100%    | 117     | 25         |

## Monumentos
De estilo románico destacan la catedral de Jaca y el Monasterio de San Juan de la Peña.
Otros monumentos religiosos son la iglesia románica de Santiago y la del Carmen (en Jaca), Santa María y San Caprasio (en Santa Cruz de la Serós), Santa María de Iguacel, San Adrián de Sasabe y el monasterio de San Pedro de Siresa. Sin despreciar una de las mejores colecciones de pintura románica de Europa que se encuentra en el Museo Diocesano de Jaca extraídas de los muros de iglesias como Navasa, Ruesta o Bagües.
También dispone de emblemáticas construcciones militares, a destacar el conjunto defensivo de la Ciudadela de Jaca (del siglo XVI al XVIII), en Jaca (uno de los mejores, si no el mejor, conservado del país). La Torre de Fusileros (en Canfranc) y buen exponente del pasado como frontera de guerra de esta comarca. No menos emblemáticos resultan los fuertes de Coll de Ladrones, que domina desde lo alto el núcleo de población que se construyó alrededor de la estación ferroviaria de Canfranc, y el de Rapitán que domina Jaca desde el cerro del mismo nombre.

## Lenguas
Junto con el idioma español, que es la lengua oficial y más empleada por la inmensa mayoría de hablantes, aún pervive el altoaragonés, hablándose su variedad occidental. Los dialectos de esta lengua en la comarca son el ansotano, el cheso, el aragüesino, el aisino y el jaqués. Destacan entre sus escritores Domingo Miral o Emilio Gastón.

## Cultura
Como tradición cabe destacar La Fiesta del Traje Ansotano, en Ansó, que se celebra el último domingo de agosto, y donde los lugareños lucen los vistosos atuendos típicos de la zona.
Su principal festividad es Santa Orosia patrona de esta comarca y que se celebra el 25 de junio.

## Territorio y población
| Municipio               | Extensión (km²) | % del total | Habitantes (2024) | % del total | Densidad (hab/km²) | Altitud (metros) | Distancia a/desde Jaca (km) | Pedanías |
| ----------------------- | --------------- | ----------- | ----------------- | ----------- | ------------------ | ---------------- | --------------------------- | --- |
| Aísa                    | 81,0            | 4,4         | 313               | 1,4         | 4,19               | 1.043            | 20,80                       | Candanchú, Esposa, Sinués |
| Ansó                    | 223,1           | 12,0        | 413               | 2,2         | 1,82               | 860              | 53,00                       | |
| Aragüés del Puerto      | 64,4            | 3,5         | 114               | 0,6         | 1,82               | 970              | 33,00                       | |
| Artieda                 | 13,6            | 0,7         | 86                | 0,5         | 6,02               | 652              | 46,90                       | |
| Bailo                   | 164,4           | 8,8         | 263               | 1,4         | 1,66               | 714              | 26,20                       | Alastuey, Arbués, Arrés, Larués, Paternoy |
| Borau                   | 41,7            | 2,2         | 85                | 0,5         | 2,16               | 1.008            | 14,40                       | |
| Canal de Berdún         | 133,3           | 7,2         | 330               | 1,8         | 2,6                | 688              | 30,00                       | Berdún, Biniés, Majones, Martés, Villarreal de la Canal |
| Canfranc                | 71,6            | 3,9         | 612               | 3,2         | 8,55               | 1.040            | 17,80                       | Canfranc-estación |
| Castiello de Jaca       | 17,3            | 0,9         | 265               | 1,4         | 14,39              | 921              | 7,20                        | Aratorés |
| Fago                    | 28,8            | 1,6         | 25                | 0,1         | 0,87               | 888              | 53,00                       | |
| Jaca                    | 406,3           | 21,9        | 13.883            | 73,7        | 33,07              | 818              | --                          | Abay, Abena, Ara, Araguás del Solano, Ascara, Asieso, Astún, Atarés, Badaguás, Banaguás, Baraguás, Barós, Bernués, Bescós de Garcipollera, Binué, Botaya, Caniás, Espuéndolas, Fraginal, Fraginal Bajo, Gracionépel, Guasa, Guasillo, Ipas, Jarlata, Lastiesas Altas, Lastiesas Bajas, Lerés, Martillué, Navasa, Navasilla, Novés, Orante, Osia, Puerto de Astún, Ulle, Villanovilla |
| Jasa                    | 8,9             | 0,5         | 94                | 0,5         | 11,8               | 944              | 30,40                       | |
| Mianos                  | 14,8            | 0,8         | 28                | 0,1         | 1,89               | 692              | 48,90                       | |
| Puente la Reina de Jaca | 48,1            | 2,6         | 264               | 1,4         | 5,43               | 707              | 21,20                       | Javierregay, Santa Engracia de Jaca |
| Salvatierra de Esca     | 81,2            | 4,4         | 194               | 1,0         | 2,45               | 582              | 52,90                       | Lorbés |
| Santa Cilia             | 28,1            | 1,5         | 244               | 1,3         | 9,04               | 649              | 14,70                       | Somanés |
| Santa Cruz de la Serós  | 27,0            | 1,5         | 188               | 1,0         | 7,19               | 788              | 15,90                       | Binacua |
| Sigüés                  | 101,8           | 5,5         | 70                | 0,4         | 0,72               | 521              | 47,90                       | Asso-Veral, Escó, Tiermas |
| Valle de Hecho          | 234,4           | 12,6        | 798               | 4,2         | 3,46               | 800              | 44,40                       | Embún, Hecho, Santa Lucía, Siresa, Urdués |
| Villanúa                | 58,2            | 3,1         | 571               | 3,0         | 9,62               | 953              | 14,10                       | |
| Total                   | 1.857,9(*)      |             | 18.840            |             | 10,14              |                  |                             | |

(*) Añadiendo la superficie de "Comunero de Ansó y Fago" (9,9 km²)

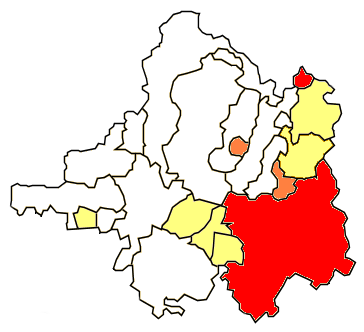
Jacetania-densidad población

| Gráfica de evolución demográfica de La Jacetania entre 1900 y 2011                                                                      |
| |
| Población de derecho (1900-1991) o población residente (2001-2011) según los censos de población del Instituto Aragonés de Estadística. |